# 查理一世与圣安托万先生

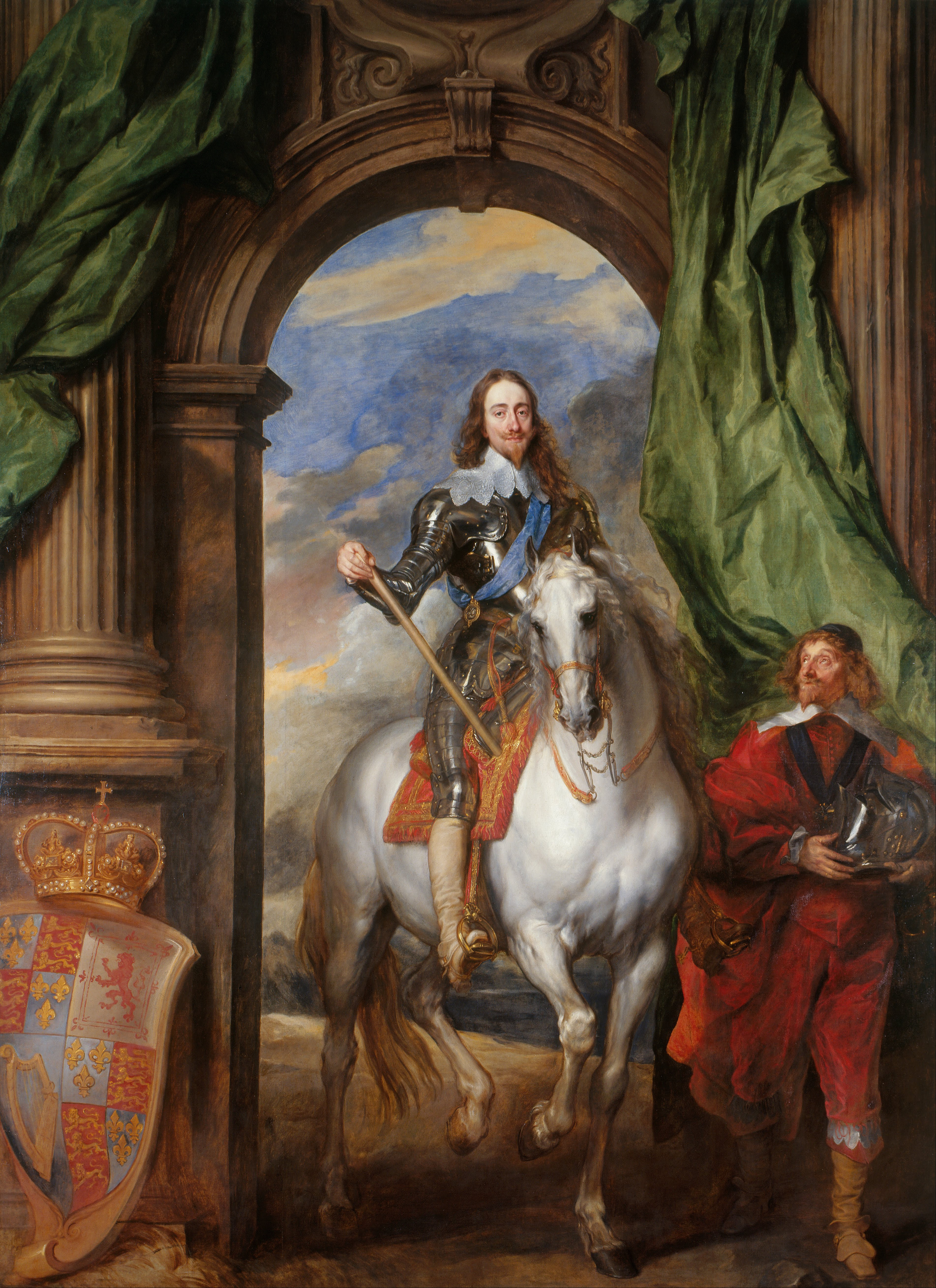

《查理一世与圣安托万》是佛兰芒画家安东尼·范戴克的一幅布面油画，绘制于1633年，描绘查理一世骑在马背上，由他的马术教练圣安托万领主皮埃尔·安托万·布尔登陪同。